# Villa Park
Villa Park er et stadion i Birmingham i England, der hovedsageligt benyttes til fodbold. Stadionet er hjemmebane for Premier League-klubben Aston Villa F.C., og har plads til 42.918 tilskuere.

## Historie
Villa Park stod færdigt i 1897, og har været hjemmebane for Aston Villa lige siden. Udover at huse denne klubs kampe, har stadionet også ofte været brugt til landskampe, og blev benyttet ved såvel VM i 1966 og EM i 1996.